# 聚康山莊
聚康山莊（英語：Beneville）是香港一座私人屋苑，位於新界屯門虎地屯貴路18號，於2004年10月入伙，發展商為新鴻基地產，並由旗下的康業服務管理。項目前身是虎地中村的農地。

## 歷史
2002年2月，嶺南大學北座宿舍對出空地突然開始進行興建工程，引起校內師生廣泛關注，並成立「校園及土地規劃關注小組」，關注該項由新鴻基地產發展有限公司進行的住宅工程（即現時的聚康山莊）。小組認為政府欠缺規劃，在位於屯門的大學落成前後，先後兩次把校園附近土地賣給地產商，窒礙大學發展空間；亦認為地產商在大學範圍內建住宅，欠缺社會良知，要求地產商停止工程。小組於3月至4月期間，發起「藍色行動」，舉行多次論壇、收集到千多個簽名、超過200名同學參與遊行、及向立法會申訴部投訴。但最終亦無法阻止該項工程進行。

## 屋苑資料
屋苑設4座住宅，樓高16至27層，合共提供684伙單位，主攻兩房戶，面積由571至596方呎。管理費為每呎$1.5。會所室內外佔地達7.6萬方呎，分5個主題區，提供20多項設施，包括25米室外泳池、健身室、蒸氣浴室、餐廳、電視遊戲室、兒童遊樂室和美容中心。
屋苑室外綠化環境充足，設有佔地逾萬方呎的園藝花圃「靜怡軒」，並設休憩雅坐，閒坐之餘可邊欣賞園林花圃，亦包括佔地3000方呎的真草太極圈，提供運動場地。室外更設高10米的玻璃水簾瀑布，曾贏得園林大獎。

## 對外交通
聚康山莊距離港鐵兆康站約10分鐘步程，九龍南環綫於2009年中通車後，由兆康站直出尖東站35分鐘車程，而由聚康山莊經屯門公路前往中環和上環僅40分鐘，20分鐘直通香港國際機場。由於過往兆康一帶的樓價一向低於市價，西鐵綫延至尖東後後或可帶動該區樓價及交投持續上升。與此同時，由聚康山莊經深港西部通道往返深圳灣口岸只需15分鐘，對經常往返中港兩地的人士來說可謂十分方便。

## 討論區
聚康山莊住戶討論區於2005年9月20日成立，讓網友暢所欲言。討論區將不同的資訊分門別類，讓使用者較容易找到合適的資訊，提高了討論區的效率。

## 鄰近
- 嶺南大學
- 倚嶺南庭
- 富泰邨
- 疊茵庭
- 名賢居
- 兆康苑